# Canal de Menua
Le canal de Menua, aussi connu sous le nom de canal de Sémiramis ou de canal de Shamiram, est un canal accompagné d'une série de structures hydrauliques, comme des aqueducs, construit par le roi Menua d'Urartu (r. -810/-786). Il est situé à l'est de Van, en Turquie, et s'étend sur environ 56 kilomètres de long, approvisionnant une vaste région avant de se déverser dans le lac de Van. Il est considéré comme étant un chef-d'œuvre de l'hydraulique et de l'architecture anatolienne et mondiale.   
Malgré le fait que ce canal se démarque par sa technicité et l'importance des travaux entrepris pour le compléter, il s'inscrit dans une politique plus large de constructions hydrauliques entreprises par les souverains urartéens visant à rendre l'apport en eau convenable dans la région. Il aurait permis de nourrir jusqu'à 50 000 personnes dans la seule capitale de Tushpa (Van).   
Bien qu'il soit attribué à la mythique reine assyrienne Sémiramis par les historiens médiévaux, qui se souviennent de ce passé légendaire, il est construit par le roi urartéen Menua, selon les inscriptions urartéennes retrouvées sur certaines des structures. Ces inscriptions, au nombre de quatorze, servent aux chercheurs qui traduisent l'urartéen.  
Il est utilisé sans discontinuer par les habitants de la région pour l'irrigation locale jusqu'à ce jour, plus de 2 500 ans après sa construction.  

## Histoire

### Contexte
Cette construction semble être parallèle avec l'arrivée du système du qanât en Urartu depuis la Perse voisine ; cette méthode, usant de canaux souterrains, révolutionne les usages hydrauliques et architecturaux de la région,. Plus tard, un des descendants de Menua, Rusa II, ajoute aux travaux hydrauliques un lac artificiel, le lac Rusa, actuel lac Kechich. Le roi Menua est connu pour d'autres travaux hydrauliques, environ cinq autres canaux de taille plus petite dans la région et vers Manazkert, dont il est peut-être le fondateur.
Les raisons d'ériger un ouvrage aussi important sont encore peu connues, mais des raisons politiques visant à obtenir l'approbation de ses sujets en se montrant comme un roi bon et magnanime ne sont pas à écarter.

### Construction
Le roi Menua d'Urartu (r. de -810 à -786) construit le canal de Menua, selon des inscriptions encore visibles le long du canal. Il apporte de l'eau douce à sa capitale de Tushpa. Ce canal fait partie d'un ensemble plus général de canalisations et de constructions de structures permettant d'améliorer l'irrigation dans le haut-plateau arménien à l'époque du Royaume d'Urartu et s'étend sur 56 kilomètres de long,. Il comporte en certains endroits des murs de soutènement hauts d'environ 11 mètres ; ils servent à permettre d'irriguer de la culture en terrasses. Ainsi, il semblerait que la femme ou la fille de Menua possède des vignes sur une terrasse jouxtant le canal ; une inscription trouvée sur ce terrain déclare : « Ce vignoble appartient à Tariria, femme de Menua. Il est appelé le vignoble de Tariria »,. Des barrages sont aussi construits le long du tracé du canal pour pouvoir contrôler l'apport en eau de la région. Il aurait permis de nourrir jusqu'à 50,000 personnes dans la seule capitale de Tushpa (Van).   

Jusqu'en 1956, date de sa première restauration, il continue de fournir habituellement entre 2 et 3 mètres cubes d'eau par seconde, en saison sèche, il peut descendre à 1,5 mètre cube d'eau par seconde,. Le long du trajet du canal, aux endroits les plus compliqués à construire, on retrouve des inscriptions en cunéiforme urartéen ; au nombre de 14, elles célèbrent toutes le commanditaire de l'œuvre, le roi Menua. Certaines comportent des formules de malédiction, mais d'autres non, la longueur varie en fonction de la difficulté de l'ouvrage technique à réaliser.  

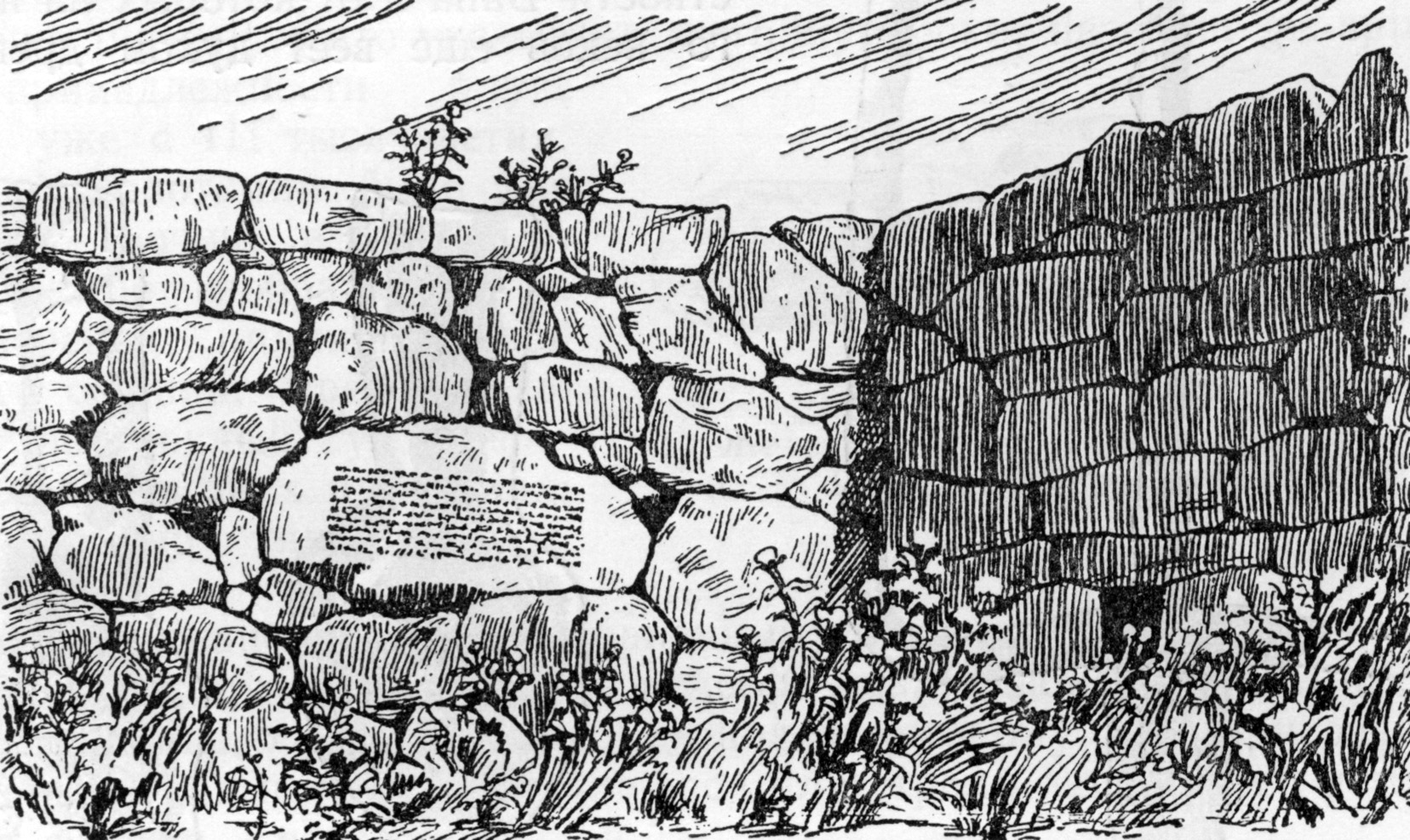
Dessin archéologique de la découverte d'une inscription en cunéiforme urartéen sur un mur du canal

L'inscription urartéenne la plus complète trouvée le long du canal est située près d'une partie où un aqueduc est construit par le roi. Elle comporte une formule de malédiction contre quiconque profanerait l'ouvrage et déclare :
Par la volonté de Haldi, Menua, fils d'Ishpuini, a construit ce canal. Ce canal est nommé Canal de Menua. Menua le puissant, le grand roi, Roi de Biaina, Prince de la ville de Tushpa ; Menua parle au nom du redoutable Haldi : Quiconque endommage cette inscription, quiconque la renverse, quiconque fait de telles choses selon son propre désir ou au nom d'un autre, Menua met en garde que le redoutable dieu Haldi, le dieu Teisheba et le dieu Soleil Chivini l'effaceront du signe du soleil.
Bien que les structures soient urartéennes et que le nom porte à l'origine le titre de « canal de Menua », le nom de canal de Sémiramis est dû à l'historien médiéval arménien Moïse de Khorène, qui attribue à ce canal des origines légendaires liées à la reine Sémiramis. Cependant, il ne se tromperait peut-être pas sur la chronologie de la construction en mentionnant cette reine mythique, s'il l'apparentait à Sammuramat, une reine assyrienne liée à la figure de Sémiramis et régnant de -823 à -810. Il déclare :
« Il nous faut, dit-elle, dans un pays où le climat est si tempéré et l’eau si pure, fonder une ville, une demeure royale pour résider en Arménie, au milieu de toutes les délices, la quatrième partie de l’année; les trois autres saisons plus froides, nous les passerons à Ninive. » [. . .]

Sémiramis fait d’abord construire la chaussée du fleuve, avec des blocs de rochers, liés entre eux avec de la chaux et du sable [fin], œuvre gigantesque pour l’étendue et la hauteur et qui existe, à ce que l’on dit, encore à présent. [. . .] Distribuant dans la cité une partie des eaux du fleuve, elle les amène partout où il en est besoin, et aussi pour l’arrosement des jardins et des parterres.
Banister Fletcher lui consacre un passage, dans son Histoire de l'architecture :
Le canal de Sémiramis est le plus célèbre des canaux et citernes qui constituent une partie importante des travaux des rois urartéens successifs, et est construit par Menua pour amener de l'eau depuis la vallée de la rivière Hosap, au sud-est de Van, vers les champs et jardins autour de la capitale. Ce canal est largement visible encore aujourd'hui.

## Postérité
Les inscriptions trouvées le long du canal ont été des éléments notables dans le cadre de la compréhension de la langue urartéenne, tout en renseignant les chercheurs sur le réel commanditaire de la construction,. Grâce à la découverte de murs de soutènement, il est possible de reconstituer le tracé originel du canal de manière relativement fiable.   
Le canal est toujours utilisé et n'a pas été restauré jusqu'en 1956, date à laquelle il a subi sa première restauration, environ 2 500 ans après sa construction. Cette restauration entreprise par la Turquie, cependant, remplace sa partie centrale, y compris un aqueduc, par une construction moderne en béton, car l'ancienne structure est trop chère à entretenir.  
Le canal est considéré comme étant un chef-d'œuvre de l'hydraulique et de l'architecture anatolienne et mondiale,. Nicolas Adontz déclare à son sujet : « Le pili de Menua - le canal de Shamiram - par rapport à tous les canaux connus [de la période], se présente comme un Euphrate. En d'autres termes, le canal de Menua parmi les canaux est comme l'Euphrate parmi les fleuves. ».  